# IC 4669
IC 4669 ist eine Balken-Spiralgalaxie vom Hubble-Typ SBb im Sternbild Drache am Nordsternhimmel. Sie ist schätzungsweise 400 Millionen Lichtjahre von der Milchstraße entfernt und hat einen Durchmesser von etwa 80.000 Lichtjahren.
Im selben Himmelsareal befinden sich u. a. die Galaxien NGC 6462, NGC 6464, NGC 6491, NGC 6493.
Das Objekt wurde am 24. September 1895 von Guillaume Bigourdan entdeckt.